# Hendrikje van Andel-Schipper
Hendrikje van Andel-Schipper, detta Henny (Assen, 29 giugno 1890 – Hoogeveen, 30 agosto 2005), è stata una supercentenaria olandese che detenne il primato di persona vivente più anziana d'Europa dal 5 marzo 2004, giorno della morte dello spagnolo Joan Riudavets Moll, fino al suo stesso decesso, avvenuto 17 mesi dopo. È al 67º posto delle persone più longeve della storia la cui età sia stata accertata.

## Biografia
Hendrikje van Andel-Schipper nacque a Kloosterveen, quartiere della municipalità olandese di Assen. Poiché era nata prematura ed era quindi troppo leggera (pesava "tre libbre e un'oncia" alla nascita), inizialmente si temette per la sua sopravvivenza. Anche durante la sua infanzia, van Andel-Schipper ebbe una salute cagionevole: il primo giorno di scuola, all'età di cinque anni, si ammalò subito, dopodiché fu ritirata da scuola su consiglio di un medico. Ha imparato a leggere e scrivere a casa da suo padre, che era a capo della scuola elementare pubblica di Bovensmilde. All'età di diciotto anni è diventata insegnante di ricamo presso la stessa scuola.
La Schipper visse con i suoi genitori (Marines Schipper ed Eberta Rensiena Venekamp, quest'ultima vissuta fino a 99 anni) fino all'età di 47 anni, prima a Smilde e poi a L'Aia. All'età di 46 anni incontrò Dick van Andel, un uomo divorziato che lavorava all'ufficio delle imposte di Amsterdam; l'anno successivo la donna si trasferì nella capitale olandese per vivere con Dick. I due si sposarono un anno dopo; non ebbero figli.
Durante la seconda guerra mondiale, la coppia si trasferì a Hoogeveen con il marito per sfuggire alla miseria di Amsterdam. Da quel momento Hendrikje visse sempre a Hoogeveen, anche dopo la morte del marito, avvenuta nel 1959 per un tumore all'esofago.
Van Andel-Schippers visse in modo indipendente fino all'età di 105 anni. Dal maggio 1996 fino alla sua morte, fu ospite della casa di riposo De Westerkim. Fu mentalmente molto lucida anche nei suoi ultimi anni di vita, ma il suo udito e la sua vista si erano progressivamente deteriorati. Sempre più debole, trascorse la fine della propria vita su una sedia a rotelle motorizzata.
Al suo 115º compleanno, la salute di Van Andel si era chiaramente deteriorata: riusciva a malapena a tenere gli occhi aperti. La sera del 29 agosto 2005, dalla casa di cura De Westerkim  fu annunciato che Hendrikje non stava bene. Poche ore dopo, il 30 agosto 2005 alle ore 2:20, Hendrikje van Andel-Schipper morì; aveva 115 anni e 62 giorni. Secondo il direttore della casa di riposo dove viveva, la morte della donna era avvenuta serenamente, accanto ad un'infermiera della struttura. Nell'ultima settimana le sue forze avevano continuato a diminuire: gli ultimi dieci giorni della sua vita fu infatti costretta a letto. Poco prima della morte, Hendrikje aveva dichiarato al direttore della casa di cura che le era piaciuto molto essere la persona più anziana del mondo (all'epoca era considerata tale, non essendo ancora stato riconosciuto il primato di Maria Capovilla) e che riteneva di aver vissuto una vita molto soddisfacente.
Oltre alla madre, anche un cugino di secondo grado di Hendrikje, Roelof Westebring (1899-2005), visse molto a lungo (106 anni e 120 giorni).
Hendrikje van Andel era una grande tifosa della squadra di calcio dell'Ajax da quando aveva assistito a una loro partita (contro la squadra SC 't Gooi) nel 1918. Ogni domenica di campionato ascoltava il programma radiofonico Langs de Lijn per tenersi aggiornata sulle loro prestazioni. Ogni anno in occasione del suo compleanno riceveva anche un fiore come omaggio della società dei Lancieri. La van Andel era inoltre un'estimatrice della monarchia: da bambina celebrò l'investitura della regina Guglielmina dei Paesi Bassi il 6 settembre 1898, un giorno che ricordò fino alla sua morte. Nel 2002 visitò lei stessa la regina Beatrice al palazzo Huis ten Bosch, poiché la visita della sovrana a Hoogeveen nel Giorno della Regina del 2001 era stata annullata con scarso preavviso per via di un'epidemia di afta epizootica in atto nella zona. Sempre nel 2002, la regina Beatrice visitò Hoogeveen, dove Hendrikje la incontrò di nuovo.

## Traguardi di longevità
Dopo la morte della portoricana Ramona Trinidad Iglesias-Jordan a 114 anni e 272 giorni, il 29 maggio 2004, Hendrikje van Andel divenne la persona vivente ufficialmente riconosciuta più anziana al mondo, esattamente un mese prima del suo 114º compleanno. È stata la terza persona olandese a detenere il titolo di decano dell'umanità, dopo Geert Adriaans Boomgaard (primo supercentenario verificato della storia) e Christina Karnebeek-Backs, entrambi deceduti all'età di 110 anni. Il 26 settembre 2003, con il superamento dell'età finale di Catharina van Dam-Groeneveld, la van Andel divenne la persona olandese più longeva della storia, primato che tuttora le appartiene.
Il 29 giugno 2004 festeggiò il suo 114º compleanno. Erano presenti, tra gli altri, l'agenzia di stampa internazionale Reuters e una delegazione di dipendenti di un programma televisivo giapponese che si occupava di salute e di invecchiamento. La donna diede risposte vaghe alle domande che le vennero poste circa il segreto della sua longevità; ad un giornalista di Reuters, ad esempio, disse che per sopravvivere fino a 114 anni le era bastato "respirare". In un'intervista per la CNN, disse di consumare tutti i giorni un'aringa cruda e del succo d'arancia.
Il 29 giugno 2005 festeggiò il suo 115º compleanno; nell'occasione le fecero visita, tra gli altri, Laurentien Brinkhorst (moglie del principe Costantino dei Paesi Bassi), il sindaco di Hoogeveen e una delegazione della società dell'Ajax. La principessa si congratulò con lei a nome suo e della regina. Il comune chiese a tutti gli abitani di Hoogeveen di esporre il vessillo della municipalità in segno di festa.
Dopo la sua morte, avvenuta il 30 agosto 2005 all'età di 115 anni e 62 giorni, ad Hendrikje van Andel-Schipper successe come persona vivente più anziana del mondo la statunitense Elizabeth Bolden; l'italiana Virginia Dighero divenne invece la persona vivente più longeva d'Europa.
Il 9 dicembre 2005 lo status di precedente decana dell'umanità le fu postumamente revocato, insieme a quello di Elizabeth Bolden, allora ancora in vita, poiché la 116enne María Esther de Capovilla, ecuadoriana nata il 14 settembre 1889 (dunque oltre 9 mesi prima della van Andel), fu riconosciuta dal Gerontology Research Group e dal Guinness dei primati come la persona più anziana in vita in quel momento. Maria Capovilla sarebbe poi morta il 27 agosto 2006, all'età di 116 anni e 349 giorni.

## Ricerche mediche
Hendrikje van Andel-Schipper aveva deciso da tempo di donare il suo corpo, una volta deceduta, alla medicina per eventuali ricerche. Il suo cadavere fu trasferito all'Università di Groningen una sola ora dopo la sua morte. Per prevenire la coagulazione, il sangue del suo corpo venne sostituito con uno speciale liquido di conservazione. Nei mesi che seguirono, gli organi della donna furono prelevati e analizzati. I ricercatori avevano come principale obiettivo quello di dimostrare che il suo cervello non presentava alterazioni riconducibili alla malattia di Alzheimer o alla malattia di Parkinson. Ciò avrebbe consentito di stabilire per la prima volta che si tratta di malattie almeno in parte indipendenti dal processo fisiologico di invecchiamento degli esseri umani.
Il 2 settembre 2005, due giorni dopo la morte della donna, gli scienziati dell'Università di Groningen annunciarono che Hendrikje van Andel non era morta per un cedimento generale dell'organismo dovuto all'età estrema, bensì per un tumore dello stomaco; le dimensioni di esso erano così grandi che, anche se diagnosticato tempestivamente, la donna sarebbe morta comunque (la neoplasia aveva all'incirca le dimensioni del pugno di un bambino). Sorsero alcune controversie in merito alla legittimità della divulgazione di questi dati autoptici, in quanto potenzialmente lesiva della privacy della defunta.
Il dottor Holstege, supervisore delle analisi post mortem del corpo della van Andel-Schipper, pubblicò nel gennaio 2007 articoli scientifici in cui riepilogava i risultati degli studi effettuati sul cadavere della donna; ad esempio, si era osservato che la van Andel aveva ancora un cervello con scarsa o nulla degenerazione neuronale e che pertanto corrispondeva a quello di un essere umano medio di 60-70 anni. Già nel 2003, quando la van Andel aveva 113 anni e venne sottoposta ad un test di memoria, si era notato come le sue funzioni cognitive non risultassero particolarmente compromesse e fossero paragonabili a quelle di una persona di mezza età. È improbabile che la van Andel soffrisse di aterosclerosi e i vasi sanguigni cerebrali si rivelarono non danneggiati. Gli studi post mortem effettuati sul cervello della donna dimostrarono che una significativa degenerazione cerebrale oltre una certa età non si verifica automaticamente.
Il 15 ottobre 2011 fu annunciato che il test del DNA aveva dimostrato che Hendrikje van Andel-Schipper era portatrice di rare mutazioni genetiche che potrebbero averla protetta, tra le altre cose, dalla demenza senile e da altre patologie tipiche dell'età avanzata.
Se Hendrikje van Andel non fosse morta per le conseguenze dell'esteso tumore allo stomaco, non avrebbe comunque potuto sopravvivere a lungo: nell'aprile 2014, infatti, fu annunciato che la donna aveva solo due cellule staminali ematopoietiche attive nel suo organismo, mentre normalmente nel corpo ne sono attive tra le 1 000 e le 13 000. L'esame ha inoltre ha rivelato che i suoi telomeri (le estremità dei cromosomi che si accorciano dopo ogni divisione cellulare nel corso della vita di un individuo) erano estremamente corti; ciò avrebbe comportato una scarsa probabilità di sopravvivenza delle proprie cellule del sangue, e di conseguenza di tutto l'organismo.